# バルカンの歴史

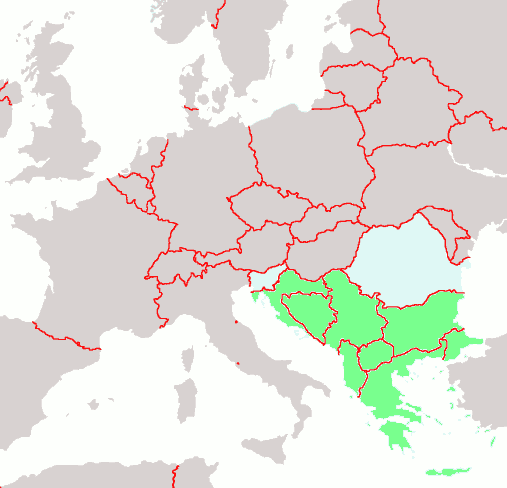
バルカン

バルカンの歴史では、南東ヨーロッパのバルカン地域の歴史の年表を示す。
伝統的にバルカンとみなされる地域は、現在の国家で表せば以下のとおり。
- ギリシャ

- アルバニア
- クロアチア
- コソボ
- セルビア
- トルコ（一部）
- ブルガリア
- ボスニア・ヘルツェゴビナ
- 北マケドニア
- モンテネグロ

文化・歴史的に連続性のある隣接国
- スロベニア
- ルーマニア

過去に領土を持った主要な国
- 東ローマ帝国
- ヴェネツィア
- オスマン帝国
- オーストリア＝ハンガリー帝国
- ユーゴスラビア

## 先史時代
- イリュリア
- トラキア
- ダキア
- マケドニア
- モエシア

## 古代
- ギリシャ人
- ゴート人
- マケドニア王国

- 4世紀 - ゲルマン民族の大移動
- 376年 - 西ゴート王国、ダキア、ローマ帝国に侵入
- 395年 - ローマ帝国が東西に分裂（東ローマ帝国）
  - 476年 - 西ローマ帝国消滅
- 5世紀頃 - ローマ人が外敵から逃れてヴェネト地方の干潟へ移住（ヴェネツィアの起源）
- 585年頃 - スラヴ人南下
- 6世紀 - ローマ皇帝ユスティニアヌス1世（大帝）
  - 旧西ローマ帝国領のイタリア・北アフリカ・イベリア半島の一部を征服し、地中海沿岸の大半を再びローマ帝国領にすることに成功
  - ローマ法の集大成である『ローマ法大全』の編纂やハギア・ソフィア大聖堂の再建
  - その後サーサーン朝ペルシア帝国との抗争やアヴァール人・スラヴ人・ランゴバルト人などの侵入
  - 7世紀になるとサーサーン朝ペルシア帝国にエジプトやシリアといった穀倉地帯を奪われる

## 中世
- 皇帝ヘラクレイオス（在位 : 610年 - 641年）
  - シリア・エジプトへ侵攻したサーサーン朝ペルシア帝国との戦いに勝利して、領土を奪回することに成功
  - しかし間もなくイスラム帝国の攻撃を受けてシリア・エジプトなどのオリエント地域や北アフリカを再び失う
- 7世紀初め頃 - セルビア人がバルカン西部に南下
- 7世紀 - 東ローマ帝国の公用語がラテン語からギリシア語へ変わる
- 7世紀後半 - ドナウ・ブルガール人、ドナウ川下流域のデルタ地帯に侵入
- 655年 - 東ローマ、小アジア南岸のリュキア沖の海戦で敗れる。以後、東地中海の制海権を失う
  - 674年-678年にはイスラム海軍に連年コンスタンティノポリスを包囲される
- 第一次ブルガリア帝国（681年 - 1014年）  トルコ系の遊牧民ブルガール人が建国｡後にキリスト教国となる
- 697年 - ヴェネツィア、初代元首が選出される
- 717年 - イサウリア王朝の皇帝レオーン3世即位
- 718年 - 東ローマ、コンスタンティノポリスを包囲したイスラム帝国軍を撃退
- 726年 - レオーン3世、聖像破壊運動を開始
  - 東ローマ皇帝はローマ教皇と対立しカトリック教会との乖離を深める
- 787年 - 第2ニカイア公会議決議により聖像擁護を認めることで決着
  - 両教会の教義上の差異はフィリオクェ問題をきっかけとして顕在化し、「フォティオスの分離」などによって亀裂を深め、東西両教会は事実上分離
- 8世紀 - ブルガリアが東ローマ帝国と激しく争う
- 800年 - ローマ教皇がフランク王カールを「ローマ皇帝」として戴冠（カール大帝）、政治的にもかつての東西ローマ帝国は対立、古代ローマ以来の地中海世界の統一は完全に失われ、地中海は西欧・東ローマ・イスラムに三分される
- 810年 - ヴェネツィア、フランク王国を撃退
- 811年 - ブルガリア、東ローマ皇帝ニケフォロス1世の親征を受けるがこれを打ち破り、813年には東ローマ帝国の首都コンスタンティノポリスを包囲するに至る
- 9世紀 - ルーシとのルーシ・ビザンツ戦争（～11世紀）
  - 860年 - 北方よりヴァリャーグ（ヴァイキング）、コンスタンティノポリス襲撃。嵐のため壊滅
- 864年 - ブルガリア皇帝、キリスト教に改宗
- 867年-1057年 - バシレイオス1世が開いたマケドニア王朝時代 - 東ローマ帝国の最盛期
  - 東欧地域へのキリスト教の布教
  - 軍事力の回復によるバルカン半島および小アジア・東方の領土奪回
  - マケドニア朝ルネサンスと呼ばれるビザンティン文化の黄金時代を迎える
  - 農民の貧富の格差拡大、大土地所有者の勃興など、後の帝国衰退につながる事象も萌芽
- 893年 - ブルガリアでシメオン1世即位｡コンスタンティノポリス総主教から独立したブルガリア正教会を確立、君主号をハーンから「ツァール」へ変更。以後東ローマ帝国と抗争を続けるが国力が疲弊し、シメオン1世の死後は衰退
- 9世紀 - キュリロスとメトディオスの兄弟がキリスト教の伝道活動を行う
- 9世紀初頭にクルムは東ローマ帝国を破ってトラキア地方に勢力を拡大し、のちの首都となるソフィアを奪う
- 9世紀後半 - セルビア人、東ローマ帝国の影響下で正教会を受入れる
- 911年 - 東ローマ皇帝、キエフ・ルーシとルーシ・ビザンツ条約を締結する
- 976年 - バシレイオス2世、東ローマ皇帝に即位
  - イスラム勢力に勝利し、東ローマをバルカン・東地中海の大帝国として復興
  - キエフ大公国（キエフ・ルーシ）に正教会を受入れさせる

### 11世紀
- 1018年 - 第一次ブルガリア帝国、東ローマ帝国に征服され滅ぶ
  - 東ローマ帝国、バルカン半島全域の支配権を回復
  - この頃、バシレイオス2世のもとで東ローマ帝国が絶頂期を迎える
- 1054年 - 正教会とローマ・カトリック教会が分離（但し東西教会分裂の年代については異説あり、詳細は東西教会の分裂を参照）。→ 大シスマ
- 1057年 - マケドニア王朝断絶
- 1071年 - マンツィケルトの戦い。東ローマ帝国がテュルク系のセルジューク朝に敗れたことで東からテュルク人が侵入
  - 同じ頃西からノルマン人の攻撃
- 1081年に即位した、大貴族コムネノス家出身の皇帝アレクシオス1世コムネノス（在位：1081年-1118年）は婚姻政策で地方の大貴族を皇族一門へ取りこみ、貴族の大土地所有・徴税権を認める代わりに軍役奉仕を義務付けるプロノイア制度を導入することで帝国政府を大貴族の連合政権として再編・強化することに成功
- 1099年 - ヴェネツィア、第一次十字軍に参加

### 12世紀
- 1168年 - ステファン・ネマニャが諸部族を統一してセルビア侯となる
- 1171年 - ステファン・ネマニャが国王として即位し、ネマニッチ朝を開いた
- 1176年には、小アジア中部のミュリオケファロンの戦いでテュルク人のルーム・セルジューク朝に惨敗し、東ローマ帝国の国際的地位は地に落ちた、といわれる
- 1185年 - タルノヴォ地方でブルガリア貴族の反乱
- 1187年 - イヴァン・アセン1世が即位して第二次ブルガリア帝国（1187年 - 1396年）を建国

### 13世紀
- 1204年 - ヴェネツィア、第4回十字軍に参加しコンスタンティノープルを占領。クレタ島など獲得
  - ラテン帝国が建国される
  - 東ローマ側は旧帝国領の各地に亡命政権（小アジア西部のニカイア帝国、小アジア北東部のトレビゾンド帝国、バルカン半島南西部のエピロス専制侯国など）を立てて抵抗
- 1205年 - ブルガリア、ラテン帝国の初代皇帝ボードゥアン1世を破る
- 1235年 - ブルガリア正教会、自治独立を回復
- 1241年 - ブルガリア皇帝イヴァン・アセン2世が死去
  - 以降はモンゴル帝国の侵攻を受けて国土が荒廃（モンゴルのセルビア・ブルガリア侵攻）
- 1258年 - ヴェネツィア、ジェノヴァと激突。以後4度にわたる戦役に
- 1261年 - ミカエル8世パレオロゴス（在位：1261年-1282年）は、コンスタンティノポリスを奪回。東ローマ帝国を復興させて自ら皇帝に即位し、パレオロゴス王朝（1261年-1453年）を開いた
- 1284年 - ヴェネツィア、貨幣「ドゥカート」を発行
- 13世紀末 - ブルガリア、ジョチ・ウルスの有力者ノガイによる侵攻を受けてその従属国に入る

### 14世紀
- 1330年 - セルビアのステファン・ウロシュ3世デチャンスキ、ヴェルブジュドの戦いでブルガリアの大軍を寡兵で撃破
- 1346年 - セルビアのステファン・ウロシュ4世ドゥシャン、「セルビア人とローマ人の皇帝」と称して東ローマ帝国の征服を企図
- 1349年 - セルビア、ドゥシャン法典を発布して国家の基本法を完成させる
- 1354年 - オスマン帝国がカリポリス周辺を占領し、初めてヨーロッパ側に恒久的な領土を獲得する。
- 1355年 - ヴェネツィア、元首マリーノ・ファリエロが王政を目指しクーデタを起こすも失敗し死刑に
- 1355年 - ウロシュ4世、東ローマ帝国征服の遠征に乗り出した直後の陣中で、病のために急死
- 1362年 - オスマン帝国がアドリアノープル（エディルネ）を征服
- 1371年 - ネマニッチ朝断絶
- 14世紀後半の皇帝ヨハネス5世パレオロゴス（在位：1341年-1391年）はオスマン帝国のスルタンに臣従し、東ローマ帝国がオスマン帝国の属国となる
- 1377年 - ボスニアのバン、スチェパン・トヴルトコが王を名乗りボスニア王国が成立
- 1381年 - ヴェネツィア、ジェノヴァとの戦役に勝利
- 1389年 - コソボの戦い。ムラト1世率いるオスマン軍とセルビアなどが戦うが、キリスト教諸国側が敗北
- 1396年 - ニコポリスの戦い。全ブルガリアがオスマン帝国に併合される

### 15世紀
- 1423年 - ヴェネツィア、テッサロニキを獲得
- 1443年 - アルバニアでスカンデルベクによるオスマン帝国への抵抗が始まる。
- 1444年 - ヴァルナの戦い。ハンガリーを主体とするヴァルナ十字軍がオスマン帝国に敗退
- 1453年 - コンスタンティノポリスが陥落し、東ローマ帝国滅亡
- 1456年 - ベオグラードの戦い（ナーンドルフェヘールヴァールの戦い）
- 1463年 - ヴェネツィア、オスマン帝国との戦争に突入。以後7度にわたる戦役に
- 1489年 - ヴェネツィア、キプロス島を獲得
- 1492年 - レコンキスタの完了でイベリア半島のユダヤ教徒が排撃される
  - バルカンに多くのセファルディム（スペイン語を母語とするユダヤ教徒）が移り住む（→ラディーノ語）

### 16世紀
- 1516年 - モンテネグロ、主教公国成立（-1851年）
- 1522年 - オスマン帝国、ロドス騎士団を破りロドス島を獲得
- 1526年 - モハーチの戦い。オスマン帝国、ハンガリーを破る
- 1541年 - オスマン帝国領ハンガリー成立（-1699年）
- 1571年 - ヴェネツィア、レパントの海戦に参加し勝利するも、キプロス島陥落（1573年に完全喪失）
- 1571年 - オスマン帝国領ハンガリーからトランシルヴァニア公国が分離

### 17世紀
- 1656年 - ヴェネツィア、オスマン帝国に海上封鎖。
- 1669年 - ヴェネツィア、オスマン帝国にクレタ島を奪われる
- 1683年 - ヴェネツィア、オスマン帝国による第2次ウィーン包囲失敗後の反オスマンの神聖同盟に参加
- 1699年 - カルロヴィッツ条約（カルロヴツィ、カロローツァ条約）

### 18世紀
- 1711年 - モルダヴィア、ロシア・ツァーリ国（1721年、帝政ロシア化）の侵攻を受ける（大北方戦争）。バルカン半島におけるオスマン帝国との係争の始まり（露土戦争）
- 1718年 - イギリスとオランダの調停により、パッサロヴィッツ条約（ポジャレヴァツ条約）調印
- 1739年 - ベオグラード条約。オスマン帝国、ベオグラードなどを回復する
- 1796年 - カンポ・フォルミオ条約（ナポレオン戦争）
- 1797年 - ヴェネツィア、ジェノヴァ、ナポレオンが侵入し滅亡（しかしゲットーが解体される）

## 19世紀（近代）
- 1804年 - 第一次セルビア蜂起発生。
- 1815年 - 第二次セルビア蜂起発生。
- 1817年 - セルビア公国の成立。

1796年-2008年のバルカン

- 1821年 - ワラキア蜂起、ギリシャ独立戦争発生。
- 1832年 - コンスタンティノープル条約が結ばれ、ギリシャの独立が正式に承認される。
- 1839年 - オスマン帝国でタンズィマート（近代化改革）が始まる
  - バルカン半島のオスマン帝国領でも改革が行われ、ドナウ州の新設等の改変が行われた。
- 1852年 - モンテネグロで政教分離が行われる（モンテネグロ公国成立）。
- 1859年 - ワラキア・モルダヴィア両公国がアレクサンドル・クザを共通の公に選出（ルーマニアの成立）
- 1860年 - 初代モンテネグロ公ダニーロ2世、暗殺。
- 1867年 - アウスグライヒによりオーストリア＝ハンガリー帝国（二重帝国）が成立
  - 翌年、ハンガリーとクロアチアの間にアウスグライヒと同様の協定「ナゴドバ」が結ばれ、クロアチアの民政地域に一定の自治が認められる
- 1868年 - セルビア公ミハイロ・オブレノヴィッチ3世が暗殺される。
- 1875年 - ボスニア蜂起が発生。
- 1878年 - ベルリン会議の開催。
  - セルビア王国、ルーマニア王国、モンテネグロ王国の独立が承認される。
  - 自治公国としてのブルガリア公国が成立。
  - オーストリア＝ハンガリー、会議でボスニアとヘルツェゴヴィナの行政権を獲得し軍事占領下におく。
- 1881年 - オーストリア＝ハンガリー、クロアチアなどに設定されていた軍政国境地帯を廃止する。
- 1881年 - オスマン債務管理局がイスタンブールに設置される。
- 1885年 - ブルガリア、東ルメリ自治州を併合。
  - 併合が原因でブルガリアとセルビアとの間に戦争勃発。ブルガリアが勝利する。

## 20世紀
- 1903年 - マケドニアで内部マケドニア革命組織の主導によるイリンデン蜂起が起こる。
- 1903年 - セルビアで国王アレクサンダル1世が暗殺される。
  - 王位がオブレノヴィッチ家からカラジョルジェヴィッチ家に移動し、ペータル1世が即位。
- 1905年 - モンテネグロ公、日露戦争において、大日本帝国に宣戦布告。
- 1906年 - セルビアとオーストリア＝ハンガリーの間に「豚戦争」と呼ばれる関税戦争が発生。（1911年まで）
- 1908年 - オスマン帝国で青年トルコ人革命が起こる。
  - ブルガリア、オスマン帝国からの完全独立を宣言。
  - オーストリア＝ハンガリーがボスニアとヘルツェゴヴィナを併合する。
- 1910年 - 「モンテネグロ王国」成立（-1918年）。
- 1912年 - 第一次バルカン戦争発生。
  - アルバニア、独立を宣言。
- 1913年 - 第二次バルカン戦争発生。
  - マケドニアがセルビア、ギリシャ、ブルガリアによって分割される。

### 第一次世界大戦
- 1914年 - サラエヴォ事件発生。第一次世界大戦の引き金に。
- 1915年 - ブルガリア、中央同盟国で参戦。
- 1916年 - ルーマニア、連合国側で参戦。
- 1918年 - ルーマニアがブカレスト条約により中央同盟国側に降伏するも、連合国側の勝利によりブカレスト条約は無効に。

### 戦間期
- 1918年 -「セルビア人・クロアチア人・スロヴェニア人王国」が成立（後のユーゴスラビア王国）。
  - モンテネグロ王国が、旧セルビア王国を主体とする「セルビア人・クロアチア人・スロヴェニア人王国」に併合される。
- 1921年 - ユーゴスラヴィアとルーマニアが相互援助条約を結び、チェコスロバキアを含む3国間の小協商が成立。
- 1927年 - ルーマニアでファシズム的組織「大天使ミカエル軍団」（後の鉄衛団の母体）が創設される。
- 1928年 - アルバニア、王制に移行。大統領アフメト・ゾグが国王に。
- 1934年 - トルコ、ギリシア、ユーゴスラヴィア、ルーマニアによるバルカン協商が成立。
- 1939年 - アルバニア、イタリアに併合される。

### 第二次世界大戦
- パルチザンによるゲリラ戦が展開される。
- 1944年 - 第二次世界大戦後のバルカン地域における英ソ両国の勢力圏を取り決めたパーセンテージ協定が結ばれる。

### 第二次世界大戦後（冷戦時代）
- バルカン半島の各国で王制が廃止され、共和制となる。
- 1946年 - ユーゴスラヴィア、連邦制を採用。
- 1946年 - ブルガリアで王制が廃止され、ブルガリア人民共和国が成立する。
- 1948年 - ユーゴスラヴィア、コミンフォルムを除名される。
- 1961年 - アルバニア、ソ連と断交。以後、中国と接近。
- 1967年 - アルバニア、「無神国家宣言」を行う。
- 1974年 - ギリシャで軍事独裁政権が崩壊し民政移管する。同年、国民投票により王制から共和制に移行する。
- 1981年 - ギリシャが欧州共同体に加盟する。

## 冷戦終結～現在
- 東欧の民主化運動（東欧革命）がバルカン半島にも波及。
  - ルーマニアのチャウシェスク政権崩壊など → ルーマニア革命 (1989年)
- ユーゴスラビア社会主義連邦共和国連邦の解体とユーゴスラビア紛争
  - ユーゴスラビアから、スロベニア、クロアチア、マケドニア、ボスニア・ヘルツェゴヴィナが独立。残されたセルビアとモンテネグロによって成立したユーゴスラビア連邦共和国もその後、ゆるやかな連合国家（セルビア・モンテネグロ）に移行した。
- 1997年 - ネズミ講の破綻を契機に、アルバニアで大規模な暴動が発生する。
- コソボ紛争（コソボ地位問題）
- 2004年 - スロベニアが欧州連合に加盟する。
  - 2008年、コソボが独立宣言。
- 2006年 - セルビア・モンテネグロ解体。モンテネグロ共和国独立（ヴォイヴォディナはセルビアに残留維持）。
- 2007年 - ブルガリアとルーマニアが欧州連合に加盟する。
- 2013年 - クロアチアが欧州連合に加盟する。